# Kongressplatz (Ljubljana)
Der Kongressplatz (slowenisch Kongresni trg) ist einer der zentralen Plätze in der Altstadt von Ljubljana, der Hauptstadt Sloweniens. Er liegt auf der linken Seite der Ljubljanica zwischen den Straßen Slovenska cesta (Slowenische Straße) und Gosposka ulica (Herrengasse) bzw. Wolfova ulica (Wolfgasse) im Westen. Von Fluss aus erreicht man den Platz im Nordosten über die Gerbertreppe beim Fischsteg und im Südwesten über die Theaterstiege (Gledališka stolba). Von der Südseite führt die Vegagasse Richtung Platz der Französischen Revolution.
Der Kongressplatz wurde im Jahr 2021 in die Liste der Stätten des Weltkulturerbes im Rahmen des Programms Die Werke von Jože Plečnik in Ljubljana – am Menschen orientierte Stadtgestaltung aufgenommen.

## Geschichte
Der Platz existierte bereits Anfang des 17. Jahrhunderts neben dem ehemaligen Wassergraben an der Nordseite der Mauern um den Neuen Platz. In der heutigen Form wurde er 1821 an der Stelle der Ruine des mittelalterlichen Kapuzinerklosters errichtet, das während der Herrschaft des Habsburger Kaisers Joseph II. aufgehoben worden war. Für den Laibacher Kongress der Heiligen Allianz wurde der Graben zugeschüttet und der bestehende Kapuzinerplatz erweitert. In diesem Zusammenhang erhielt der Platz seinen heutigen Namen.
Der Platz hat in der modernen slowenischen Geschichte eine sehr symbolträchtige Rolle gespielt. Am 29. Oktober 1918 wurde bei einer Massendemonstration auf dem Platz die Unabhängigkeit von Österreich-Ungarn und die Gründung des Staates der Slowenen, Kroaten und Serben ausgerufen. Im Mai 1945 besuchte der jugoslawische kommunistische Führer Josip Broz Tito erstmals nach dem Zweiten Weltkrieg Slowenien und hielt eine Rede auf dem Balkon des am Platz gelegenen Hauptgebäudes der Universität Ljubljana. Am 22. Juni 1988 fand auf dem Platz die erste freie Massendemonstration statt, die die Freilassung von vier slowenischen Journalisten forderte, die von der jugoslawischen Armee inhaftiert waren. Die Demonstration markierte den Beginn des slowenischen Frühlings, der am 25. Juni 1991 in der Unabhängigkeitserklärung Sloweniens gipfelte.
Im Laufe der Zeit hatte der Platz folgende Bezeichnungen:
- Kapuzinerplatz (Kapucinski trg), 1606–1821
- Kongressplatz (Kongresni trg), 1821–1945
- Platz der Revolution (Trg revolucije), 1945–1974
- Platz der Befreiung (Trg osvoboditve), 1974–1991
- Kongressplatz (seit 1991)

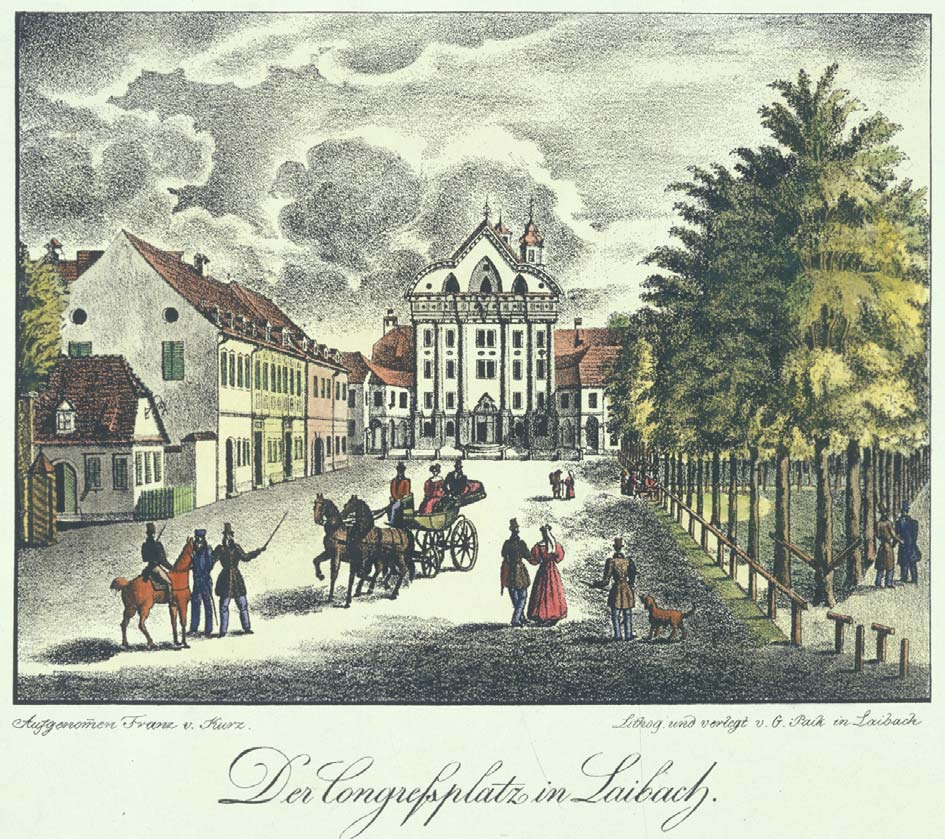
Der Kongress-Platz in der ersten Hälfte des 19ten Jahrhunderts
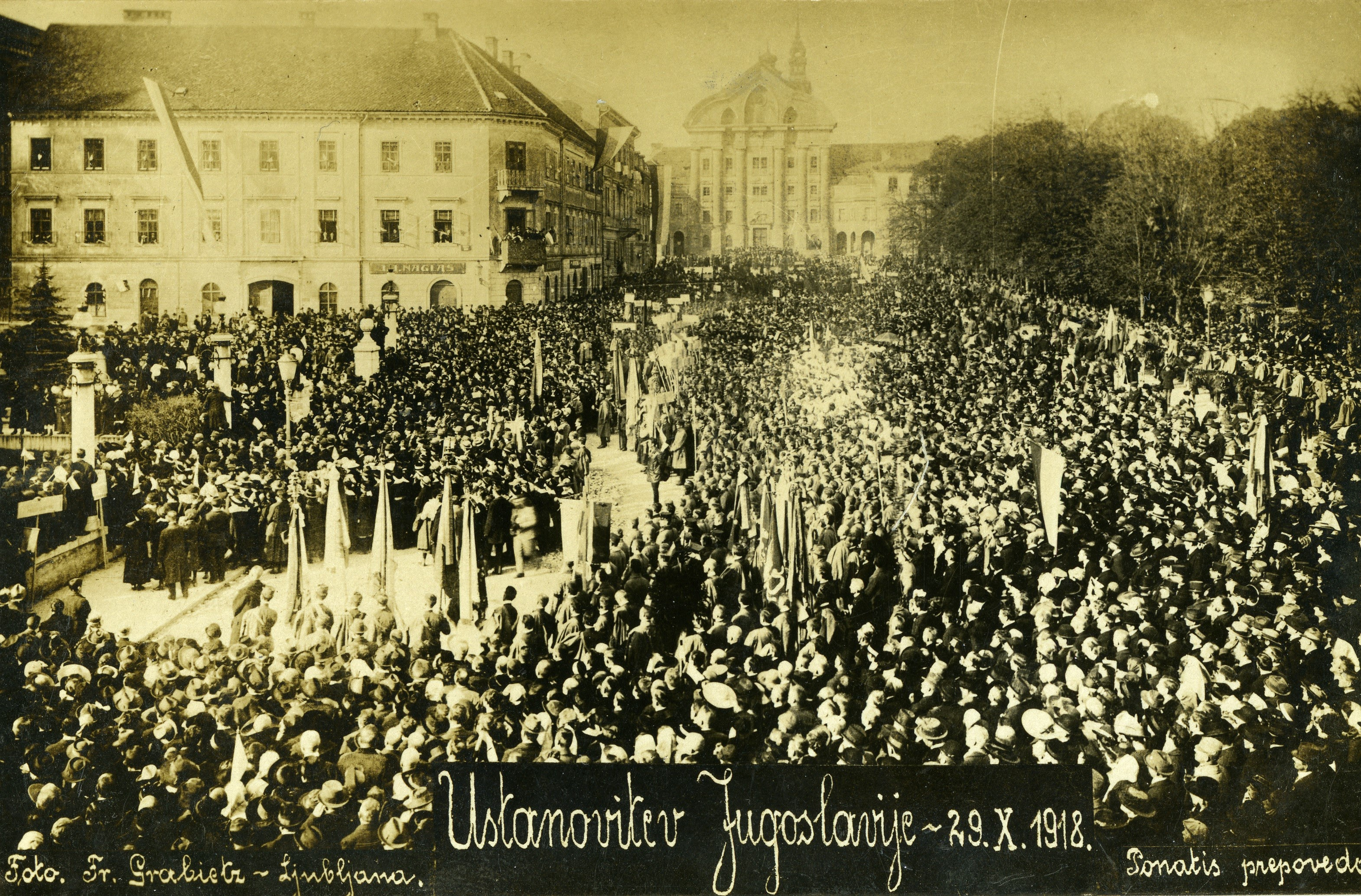
Proklamation des Staates der Slowenen, Kroaten und Serben am 29. Oktober 1918

## Zvezda-Park

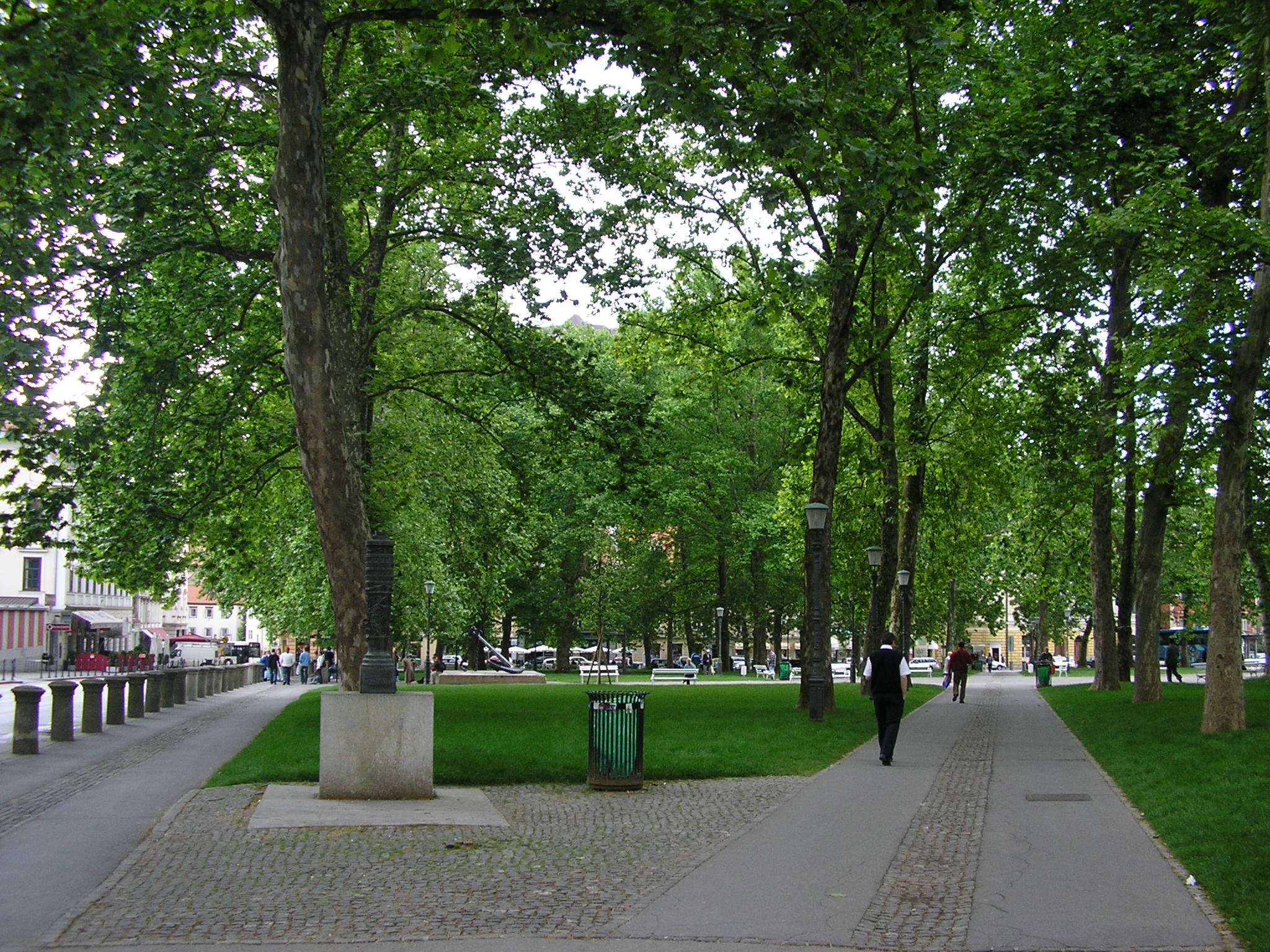
Park Zvezda (Sternenpark) auf dem Kongressplatz

Nach dem Laibacher Kongress wurde in der Mitte des Platzes ein Park angelegt, der aufgrund seiner Anlage bald den Namen Sternenpark (slowenisch: Park Zvezda) erhielt. In den späten 1930er Jahren wurde der Platz von Jože Plečnik renoviert. Im Park wurden neue Bäume gepflanzt, von denen die meisten noch heute stehen.

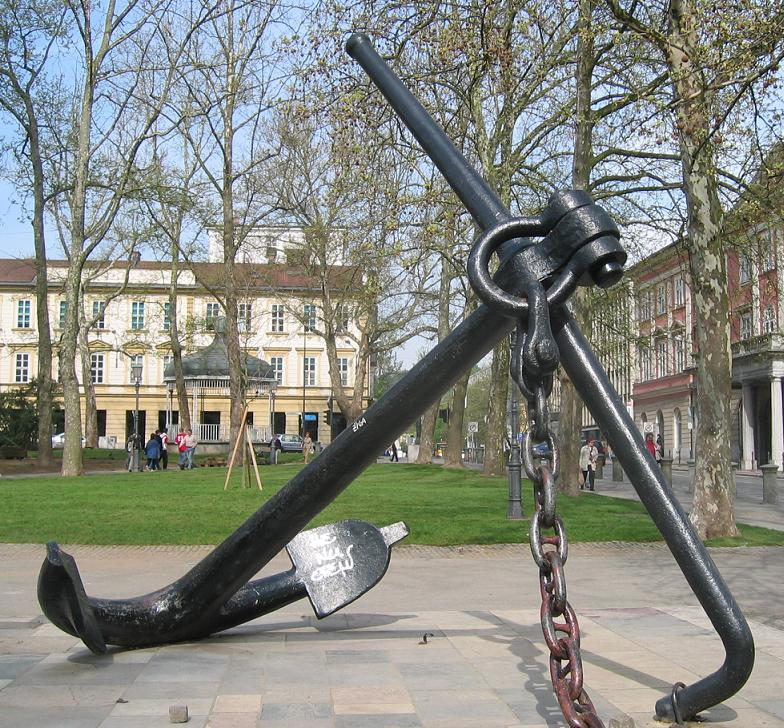
Anker-Denkmal

Als Slowenien 1954 mit der Teilung des Freien Territoriums Triest Zugang zur Adria erhielt, wurde im Zvezda-Park ein Denkmal in Form eines Ankers aufgestellt.

## Gebäude
Der Platz ist umgeben von bekannten Gebäuden. Unter ihnen befinden sich im Westen die frühbarocke Ursulinenkirche der Heiligen Dreifaltigkeit und im Norden an der Ecke das Kasinogebäude, eines der wenigen neoklassizistischen Bauwerke, die nach dem Erdbeben von 1895 in Ljubljana erhalten geblieben sind. Auf der Ostseite stehen die Gebäude der Slovenska matika und der Slowenischen Philharmonie, im Süden an der Ecke Herrengasse das Krainer Landhaus, jetzt Hauptgebäude der Universität Ljubljana, ursprünglich erbaut als Sitz des Krainer Landtags.

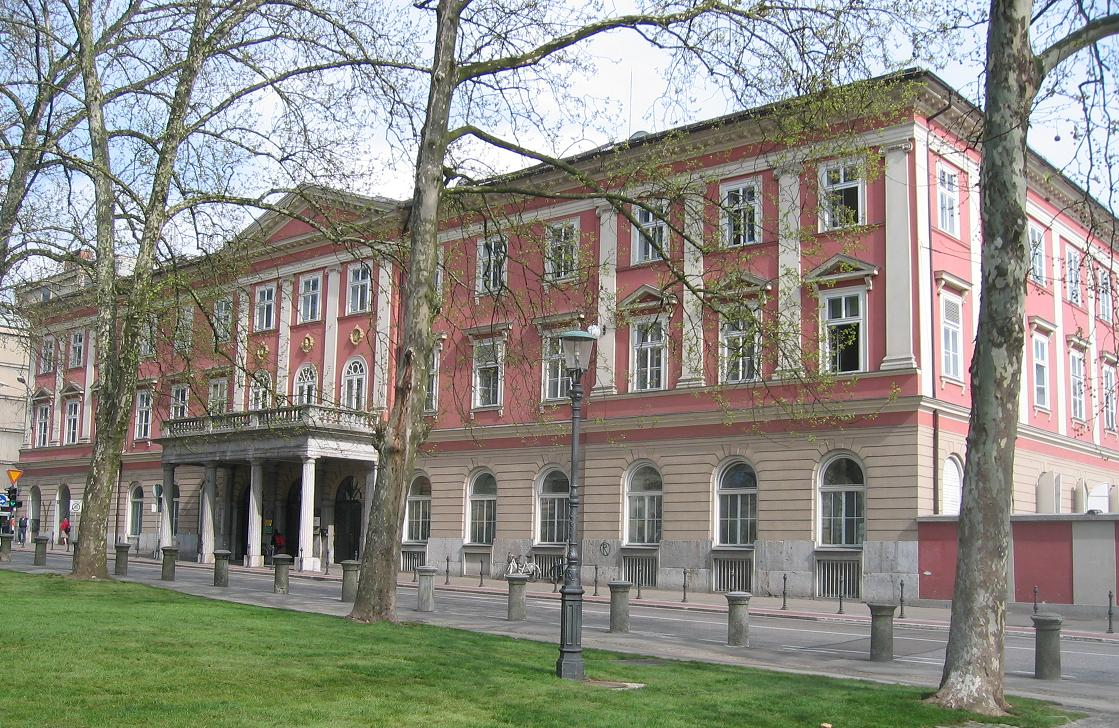
Kasinogebäude
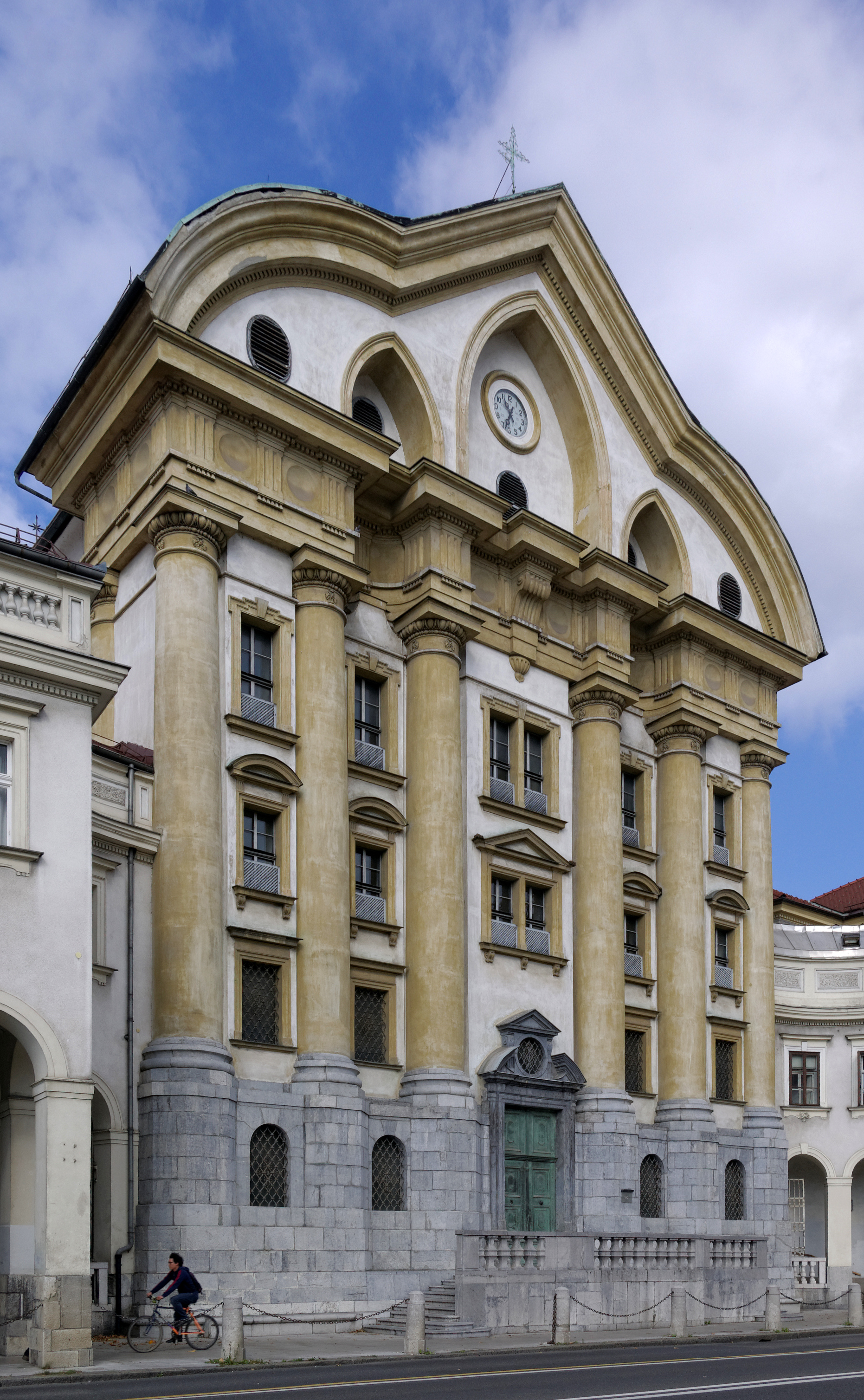
Ursulinenkirche der Heiligen Dreifaltigkeit
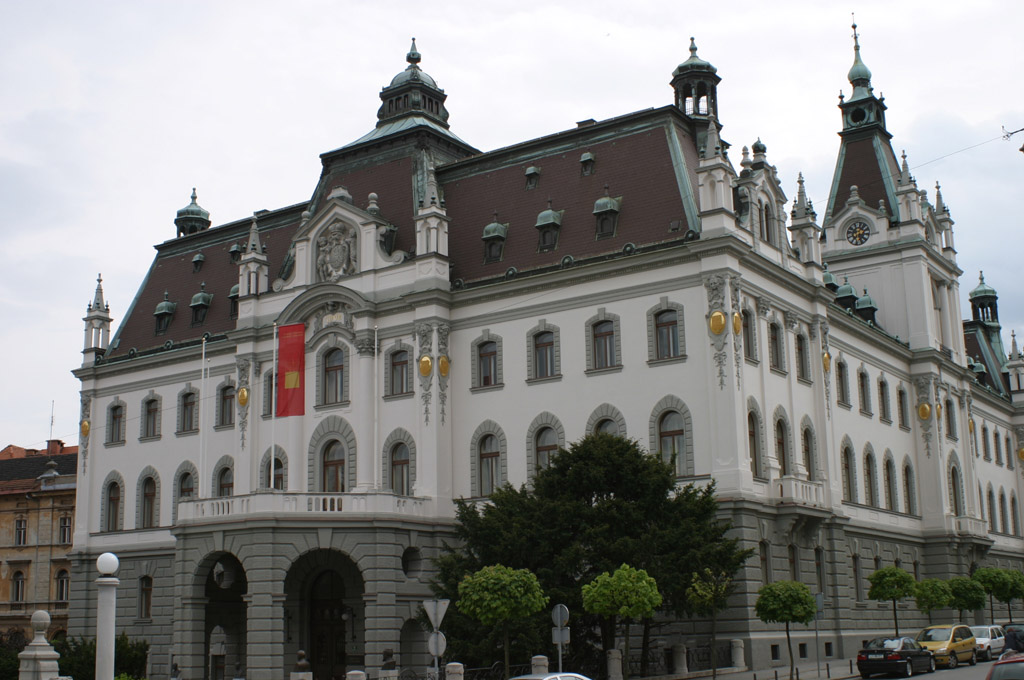
Hauptgebäude der Universität Ljubljana, ursprünglich Sitz des Landtags der Krain
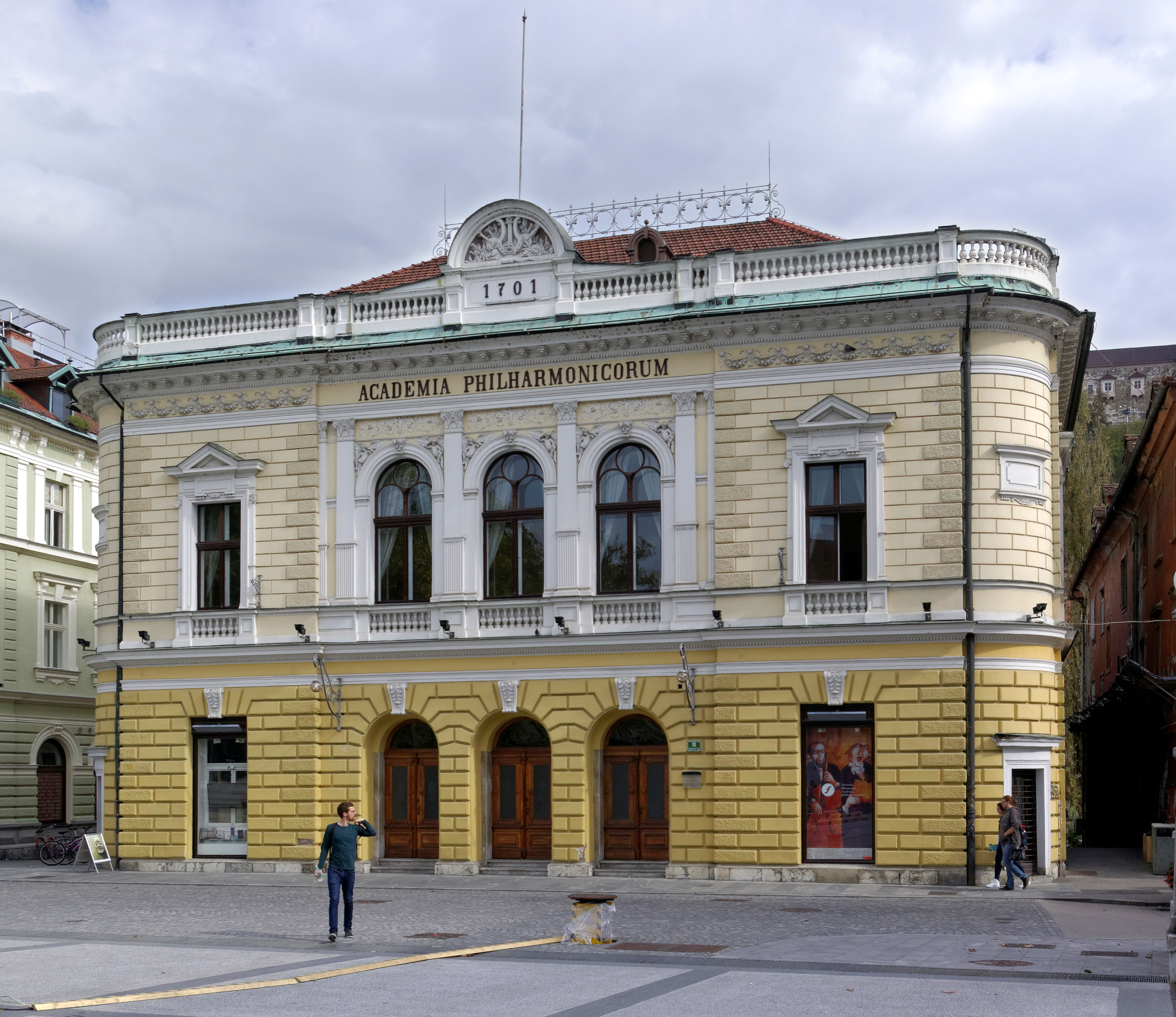
Slowenische Philharmonie